# (196297) 2003 FA
2003 أف أي (ويعرف أيضًا باسم (196297) 2003 أف أي وفق تسمية الكوكب الصغير) (بالإنجليزية: 2003 FA)‏ هو كويكب ضمن حزام الكويكبات؛ وترتيبه 196297 من حيث الاكتشاف.
اكتُشف هذا الجُرم الفلكي بواسطة جيمس ويتني يونغ في 21 مارس 2003.

## وصلات خارجية
- (196297) 2003 FA في قاعدة بيانات مختبر الدفع النفاث لأجرام النظام الشمسي الصغيرة

- الاكتشاف · مخطط المدار ·  العناصر المدارية · المعلمات المادية

- (196297) 2003 FA على موقع ويكي سكاي: DSS2, SDSS, GALEX, IRAS, Hydrogen α, X-Ray, Astrophoto, Sky Map, Articles and images